# Guysen TV
Guysen TV (pronunciato Gui-Senn), dal nome del suo fondatore Guy Senbel,  è  un canale televisivo israeliano di notizie internazionali di tematica ebraica in Lingua francese, e distribuito 24H/24, proprietà dell'Agenzia di stampa Guysen News International, a sua volta appartenente al Gruppo Media Guysen.

## La trasformazione di Guysen TV in i24news
Domenica 2 giugno 2013 alle ore 23:59 fu annunciato che Guysen TV avrebbe assunto il nome di i24news, divenendo un canale televisivo all-news come Jewish News One di Ihor Kolomojs'kyj. Le trasmissioni con la nuova identità sono iniziate il 17 luglio 2013. La sede principale del canale è in Lussemburgo e le emissioni vengono prodotte in francese, inglese e arabo. Da martedì 12 novembre 2013 i24news è disponibile su Sky, in lingua inglese, sul canale 537 della piattaforma satellitare.

## Storia
Il fondatore di Guysen TV , Guy Senbel, è un giornalista nato nel 1953 ad Algeri (Algeria francese), che si è specializzato in geopolitica e Geostrategia del Medio Oriente ed è presidente del Gruppo Editoriale Guysen News International , è anche il fondatore del Rally della Pace e della ONG franco-israeliana I Soccorritori Senza Frontiere (הצלה Hatzalah, Sauveteurs sans frontières) che si è distinta, in particolare, nei soccorsi di emergenza nel Terremoto di Haiti del 2010.
Nel 1997 ha fondato la Guysen News International, una Agenzia di stampa che si trovava nei sobborghi di Tel Aviv. Nel 2006, con la creazione di Guysen TV, l'agenzia ha spostato la propria sede a Gerusalemme. Dal 2013 la sua sede principale è in Lussemburgo.

## Palinsesto
Guysen TV offre notizie, programmi culturali, programmi economici e una serie di relazioni sul Medio Oriente in generale. Guysen TV offre anche le rubriche meteo e cambio valuta. Questa catena ha sede a Gerusalemme. Guysen TV è dotato di applicazioni web gratuite per Smartphone e mazzi di fiori diversi, francesi, belgi, israeliani, ecc. soprattutto attraverso la televisione via ADSL e la tecnologia via cavo e quindi diventare molto più presente. Così, in Francia, è in onda su Guysen TV : Gratis: Canale n ° 88, Numericable: Canale No. 60, Orange SA: Canale No. 163 Neufbox TV: Canale n ° 271, Bouygues Télécom: Canale No. 46, Alice ADSL: Darty: È disponibile anche in Belgio (il Numericable) e Israele (sulla stringa Hot n ° 144).